# Hertha Feist

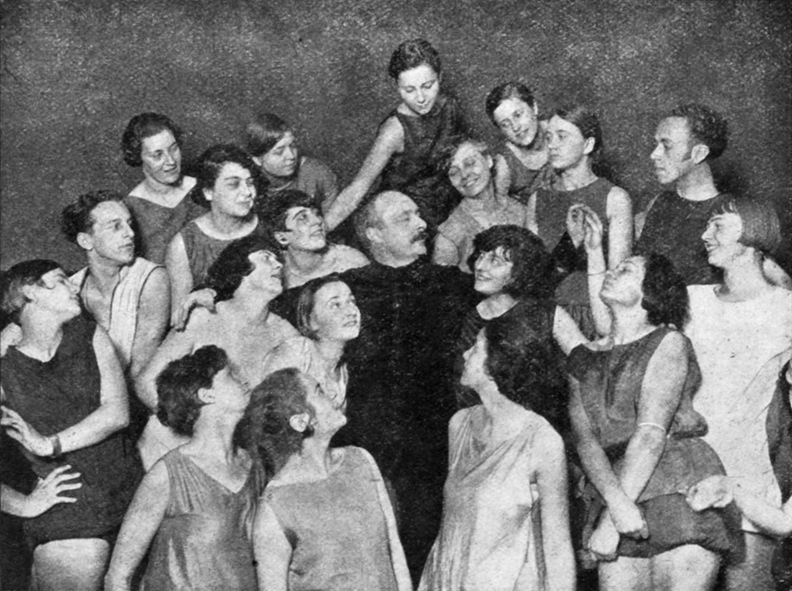
Hertha Feist närmast till höger om Rudolf von Laban (1920-tal).

Hertha Feist, född 18 juni 1896 i Berlin, död 9 juli 1990 i Hannover, var en tysk gymnast, dansare, koreograf och danslärare med egen dansskola i Berlin. Hon var en ledande representant för den tidiga moderna dansen i Tyskland, där kallad ”Ausdruckstanz”, ”Freitanz” eller ”Neuer Tanz”, i Sverige vanligen kallad fridans.

## Biografi
Från år 1914 studerade hon dans och rytmikpedagogik hos Émile Jaques-Dalcroze i Hellerau, Dresden. 1915 studerade hon rytmisk gymnastik hos Rudolf Bode i Berlin, där hon också utbildade sig i Mensendieck-pedagogik. År 1917 började hon studera dans hos Olga Desmond, men anslöt sig efter 1919 till Rudolf von Labans dansgrupp, som hon följde runt i Tyskland och deltog i hans majestätiska ”Tanzbühne”-produktioner. Hon blev hans assistent 1922. År 1923 undervisade hon på Carl Diems idrottsakademi, men etablerade också en egen skola i Berlin, som framgångsrikt kombinerade idrott, gymnastik och dans.
Hon fortsatte även att delta i Rudolf von Labans produktioner, och hade bland annat huvudrollen som Donna Elvira i hans Don Juan 1926. År 1927 medverkade hon i den enda film som gjordes av den amerikanska avantgarde-fotografen Stella Simon med titeln Hands: The Life and Love of the Gentler Sex.
År 1928 turnerade hon med sin ”Novembergruppe”, som presenterade hennes Der Berufung i Tyskland, Polen, Schweiz och England. 1930–1931 deltog hon i Laban-Jooss Tannhäuser bacchanal i Bayreuth. 
Hon deltog i en rörelse som var starkt präglad av 1910- och 1920-talens vitalism, primitivismoch avantgarde. Man såg sina framträdanden som expressionistisk konst. Där var spontanitet, subjektivitet, kropp, nakenhet och uttryck av känslor en grund.
Bland hennes elever från 20-talet fanns Aurel von Milloss, Laura Oesterreich och Lucie Kieselhausen. 
Från 1926 hade hon starkt stöd av socialdemokratiska partiet; hennes dansgrupp deltog i konserter som de sponsrade. Men hennes karriär kom senare att bromsas av den nazistiska regimen i Tyskland, som motarbetade henne.
Hennes sista produktion var Glucks Iphigénie en Aulide framförd på trappan till Pergamonmuseet i Berlin maj 1933. 
Efter andra världskriget undervisade hon vid Volkshochschule i Hannover från 1952 till 1965. Hennes sista dans framfördes 1965 vid invigningen av ett Rosenkreuz Tempel vid Bad Münder, där hon då bodde. År 1983 återvände hon till Hannover där hon dog år 1990.